# Rocade express ouest (Saint-Pétersbourg)
La Rocade express ouest (en russe : За́падный скоростно́й диа́метр, abréviation ЗСД) est une autoroute payante qui lie les quartiers nord et sud de la ville de Saint-Pétersbourg, sur sa façade maritime. La construction de l'autoroute a officiellement commencé en 2005. Le premier tronçon reliant l'île Kanonierski et le quai 2 du « Grand port maritime », à l'avenue Statchek, au sud-ouest de la ville, est terminé le 30 octobre 2008. Le 14 octobre 2010, les travaux se poursuivent au sud jusqu'à la rue Blagodatnaïa. Le 10 octobre 2012, c'est tout le tracé sud de la rocade qui est ouvert à la circulation, des quais de la rivière Ekateringofka à la Ceinture périphérique sud, l'A118. Le 2 août 2013, le tronçon nord reliant l'avenue Primorski à l'A181 « Scandinavia » est ouvert à la circulation, et, le 4 décembre 2016, le tronçon central est terminé qui permet la circulation sur toute la rocade.

## Tracé de la rocade
D'une longueur totale de 46,6 km, la rocade est constituée à 55 % d'ouvrages d'art (ponts, viaducs, autoponts, tunnels). Chaque chaussée comporte 3 à 4 voies. Elle longe en surplomb le golfe de Finlande via le « Grand port maritime » à l'ouest de la ville et relie la ceinture périphérique de Saint-Pétersbourg, ou KAD, permettant l'accès aux pays baltes au sud, scandinaves au nord, ainsi qu'aux diverses régions de la Russie.
Le tracé part de la ville de Beloostrov au nord jusqu'à la gare de Predportovaïa au sud, où se fait la jonction avec le KAD. La construction de la « Rocade express ouest » entre dans le cadre plus large du projet de contournement des transports du centre historique de la ville (en russe : Транспортный обход центра), partant de l'île Goutouïevski dans le delta de la Néva, au sud, pour rejoindre l'avenue Primorski au nord du fleuve. 
La rocade est divisée en trois sections : sud, centrale et nord.

### Section sud
Longue de 8,7 km, depuis le KAD jusqu'à la rivière Ekateringofka, la rocade y est à 90 % aérienne, utilisant viaducs et ponts. Son tracé est en majeure partie parallèle à la voie ferrée qui mène à la gare Baltique. Par ailleurs deux voies annexes, d'une longueur respective de 2,5 km et 1,3 km, permettent de desservir le port maritime. La première, la rue Avtomobilnaïa, donne accès aux quais 3 et 4 du port, la seconde, au niveau de la rivière Ekateringofka, donne accès aux quais 1 et 2. Les deux voies sont payantes. La maîtrise d'œuvre générale pour les deux premiers lots est attribuée à la société Mostostroïtelny unité n°19, la SA Pylone et la Corporation de construction générale. Cette section a été construite et mise en exploitation en octobre 2012.

### Section centrale
Elle mesure 11,7 km et aligne deux fois quatre voies. Cette section relie l'île Vassilievski aux district de l'Amirauté et Primorski, et rend accessible le port maritime depuis l'avenue Primorski. Elle comprend trois ponts, un échangeur autoroutier et un tunnel. Les principales constructions sont:
- un pont en treillis à double tablier qui traverse le canal Maritime (en russe : Морской канал) et l'île Kanonierski : 
  - longueur : 759 m
  - travée centrale : 168 m
  - gabarit : 52 m

Le tablier supérieur permet la circulation vers le nord, le tablier inférieur vers le sud. 

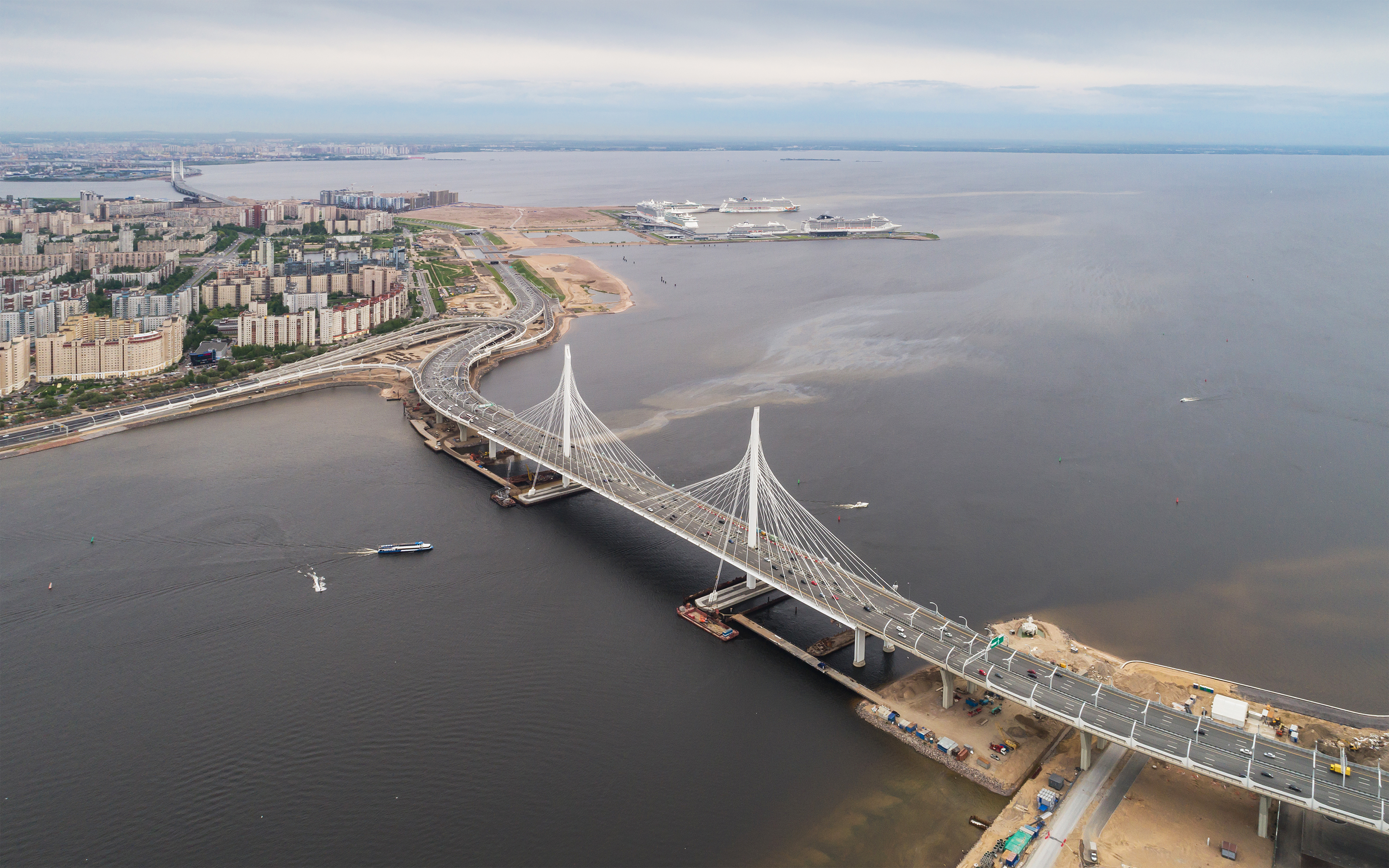
Sur la section centrale, pont au-dessus du chenal Petrovski.

- un pont à haubans en surplomb du chenal d'accès à l'embouchure de la Néva : 
  - longueur : 620 m
  - travée centrale : 320 m
  - gabarit : 35 m
  - hauteur des pylônes : 124 m

Il s'agit du seul pont à haubans dont les piliers sont inclinés, représentation symbolique du Pont du Palais, pont-levis au centre de Saint-Pétersbourg.
- un tunnel d'une longueur de 400 m sous la rivière de la Smolenka. Il est partiellement à ciel ouvert, la chaussée se situe à 13 m de profondeur.
- un deuxième pont à haubans, au-dessus du chenal Petrovski, qui donne accès aux deux bras, de la Petite Neva d'une part, de la Petite Nevka d'autre part :
  - longueur : 600 m
  - travée centrale : 240 m
  - gabarit : 25 m
  - hauteur des pylônes : 125 m

Les deux piliers se situant entre les deux voies, les haubans qui en sont issus sont habilement entrecroisés sur des plans non parallèles, pour rendre l'aspect original de la circulation de l'air. 
Malgré la proximité du deuxième pont à haubans avec l'île Krestovski, il n'a pas été prévu de sortie vers le parc maritime de la Victoire, situé sur l'île. Cependant, la possible construction d'un parking à plusieurs niveaux, accessible depuis la rocade, permettrait un accès piéton au parc dans lequel est construit le Stade Krestovski. La construction de ce site a été rendu possible grâce à un partenariat public-privé, applicable en vertu de la loi n°67-100 datée du 25 décembre 2012 "Sur la participation de Saint-Pétersbourg dans les partenariats public-privé". Le projet a impliqué le consortium "Autoroute de la capitale du Nord" dont les principaux actionnaires sont la banque VTB et Gazprombank.
La phase des travaux a débuté en mars 2013, pour une ouverture à la circulation le 4 décembre 2016, soit deux jours après la cérémonie officielle de livraison des travaux en présence du président de la fédération de Russie, Vladimir Poutine.
Malgré son gabarit de 52 m, le pont à double tablier au-dessus du canal Maritime ne permettrait plus le passage des plus grands navires de guerre ou civil aux abords de la Néva. C'est le cas pour le Sedov, le Krusenstern, l'Oasis of the Seas, l'Allure of the Seas, l'Amerigo Vespucci ou le Royal Clipper.

### Section nord
L'autoroute de catégorie 1 est longue de 26,4 km depuis l'avenue Primorski jusqu'à la chaussée Scandinave à proximité de Beloostrov. Elle comporte deux fois trois voies et se réduit à deux fois deux voies dans sa section la plus éloignée du centre de la ville. 80 % du tracé est purement routier, le reste étant constitué d'ouvrages d'art: ponts, viaducs et échangeurs.
Les contrats pour la construction du tronçon nord de l'autoroute ont été signés en 2010. Le montant des travaux pour la partie comprise entre les avenues Primorski et Bogatyr s'élève à 8,9 milliards de roubles, le tronçon compris entre le KAD et la Scandinavienne (autoroute A181) a lui coûté 19 milliards de roubles.